# Antonio López-Istúriz White

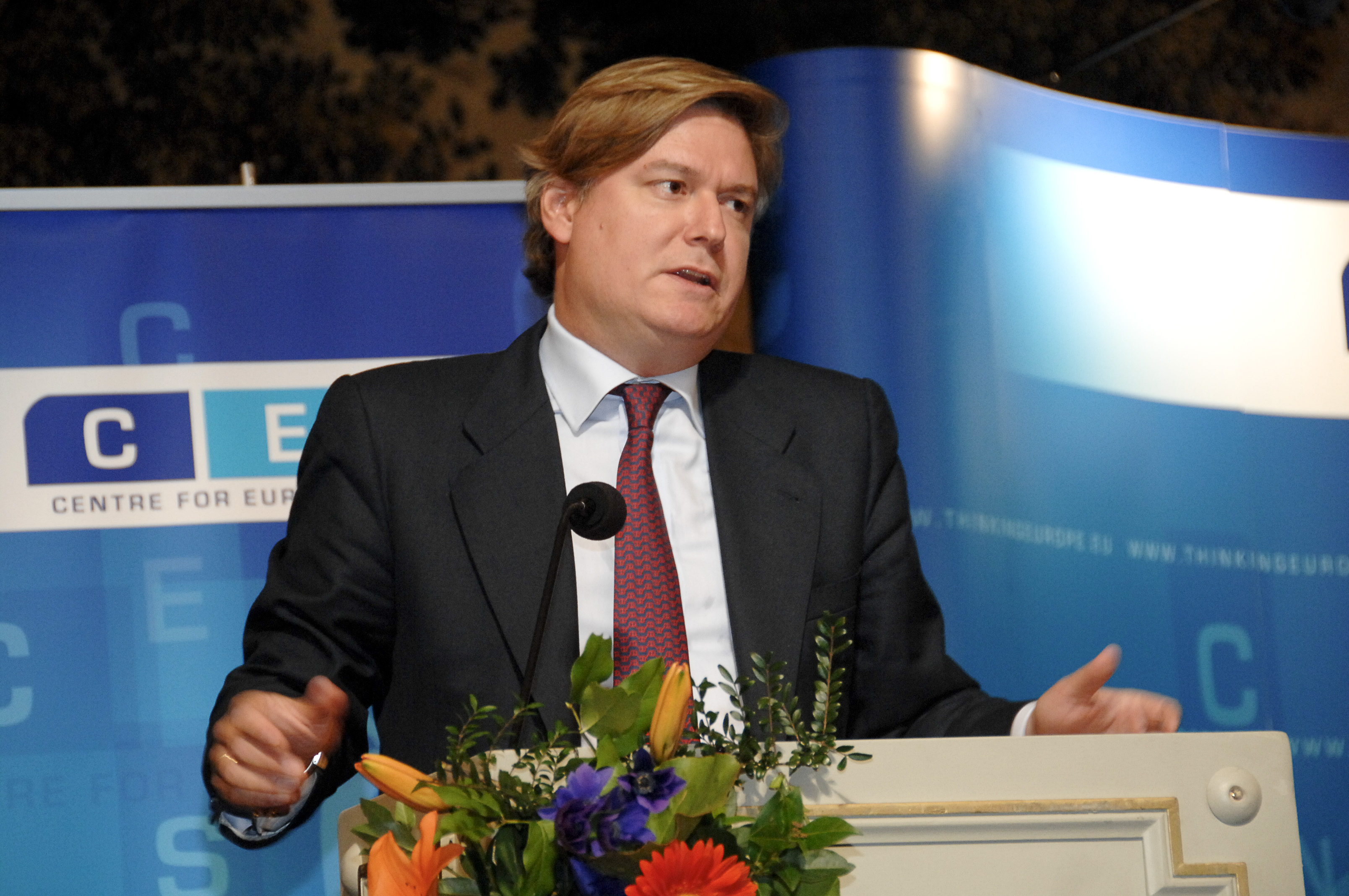
Antonio López-Istúriz White (2009)

Antonio López-Istúriz White (* 1. April 1970 in Pamplona) ist ein spanischer Politiker der konservativen Partei PP und Mitglied des Europäischen Parlaments.
Nach einem Hochschulabschluss in Rechtswissenschaften und in Betriebswirtschaft arbeitete López-Istúriz von 1999 bis 2002 als Assistent des konservativen Ministerpräsidenten José María Aznar. 2002 wurde er zum Generalsekretär der Europäischen Volkspartei ernannt, der christdemokratisch-konservativen europäischen Partei, der auch die spanische PP angehört. 2003 wurde López-Istúriz zudem als Nachfolger von Alejandro Agag Exekutivsekretär der Christlich-Demokratischen Internationale; außerdem ist er Mitglied des Exekutivausschusses und des außenpolitischen Ausschusses der PP.
Bei der Europawahl 2004 wurde Istúriz-White in das Europäische Parlament gewählt, wo er Mitglied im Vorstand der Fraktion EVP-ED wurde. Außerdem gehört er dem Rechtsausschuss und der Delegation des Europaparlaments in der Paritätischen Parlamentarischen Versammlung der AKP-Staaten und der EU an. Bei der Europawahl in Spanien 2009 wurde er erneut gewählt.